# Comptosia brunnea
Comptosia brunnea är en tvåvingeart som beskrevs av Edwards 1934. Comptosia brunnea ingår i släktet Comptosia och familjen svävflugor. Inga underarter finns listade i Catalogue of Life.